# Sant Corneli i Sant Cebrià d'Ordino
Sants Corneli i Cebrià d'Ordino (Andorra) és l'església parroquial de la vila declarada Bé d'interès cultural.

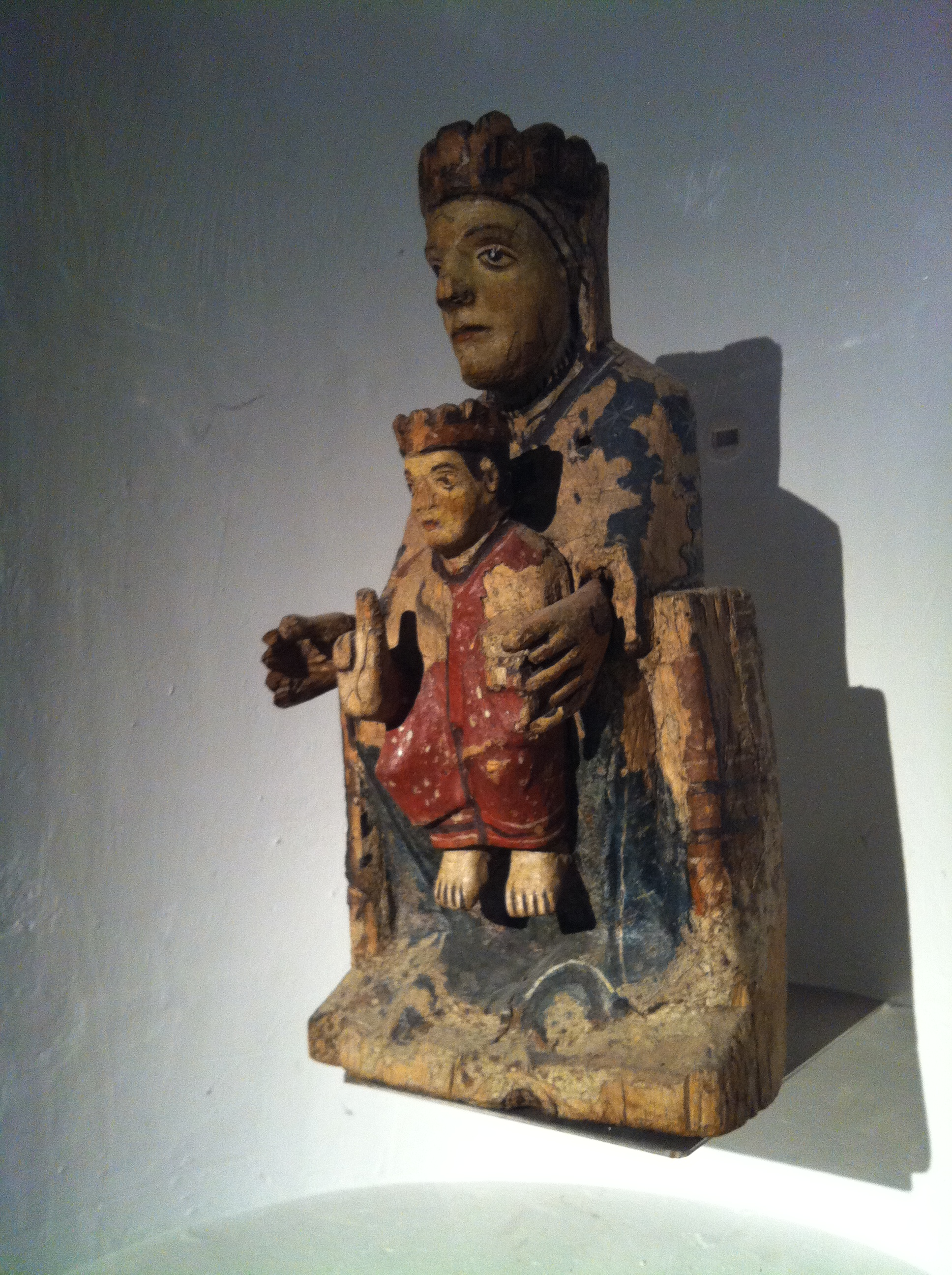
Talla de la Mare de Déu

Església construïda inicialment en l'època medieval i remodelada considerablement entre els segles xvii i xix. a l'interior hom hi troba una talla romànica, la Mare de Déu de fusta policromada del final del segle xi i principi del XII. Aquesta Verge té la particularitat de ser una de les més petites del Principat, amb tan sols 44 cm d'alçada.
També s'hi conserven cinc retaules d'època barroca (segles xvii i XVIII), dedicats als patrons de l'església. Totes les reixes de l'església daten dels segles xvii i XIX i van ser produïdes per les fargues d'Ordino, propietat de les famílies de les cases més influents de la zona, com casa Rossel i casa D'Areny-Plandolit.
A l'exterior a la mateixa plaça, s'hi pot veure un comunidor de dimensions reduïdes que s'utilitzava per a les cerimònies de protecció contra les tempestes.